# Ядерна тріада
Ядерна тріада (англ. Nuclear triad) — стратегічні наступальні збройні сили, що включають три компоненти: стратегічна авіація, міжконтинентальні балістичні ракети та атомні підводні ракетоносці. Поділ стратегічних ядерних зарядів держави між декількома видами ядерних збройних сил стратегічного призначення забезпечує неможливість знищення усього боєздатного арсеналу ядерної зброї у разі раптового нападу супротивника та надає велику гнучкість у його застосуванні. Навіть при повному знищенні арсеналів двох будь-яких компонентів, третій повинен бути здатний завдати у відповідь удар, що гарантує знищення противника або заподіяння йому неприйнятного збитку.
Класична ядерна тріада складається із сухопутного, морського та повітряного компонентів. Вважається, що повноцінну ядерну тріаду мають 3 країни: США, Росія та КНР.
Тактичні ядерні заряди не входять у ядерну тріаду, оскільки не призначаються для нанесення Другого удару.

## Сухопутний компонент
Міжконтинентальні балістичні ракети (МБР) стаціонарного та мобільного базування. Мала вразливість забезпечується за рахунок високої захищеності стаціонарних шахтних пускових установок, здатних витримати близький (до кількох сотень метрів) ядерний вибух середньої потужності та розосередження їх на місцевості. Мобільні ґрунтові та залізничні пускові установки, здатні швидко змінювати позицію і маневрувати в межах усієї дорожньої мережі країни, що ускладнює їх виявлення і знищення.

## Морський компонент
Основним носієм міжконтинентальних балістичних ракет на флоті є атомні підводні човни. Вони мають великий термін автономності та здатні потай маневрувати в межах усього світового океану, та проводити запуски ракет з підводного положення, а також випливаючи з-під криги Північного Льодовитого океану, що робить їх виявлення і знищення до моменту запуску ракет дуже складним завданням. Існують підводні човни, здатні нести до 24 МБР, з чотирнадцятьма бойовими частинами індивідуального наведення кожна (човни типу «Огайо»), що робить навіть одиночний підводний човен украй небезпечним. Деякі надводні кораблі здатні нести крилаті ракети з ядерними бойовими частинами.

## Повітряний компонент
Носіями крилатих ракет повітряного базування із ядерними боєголовками та ядерних бомб є стратегічні бомбардувальники, здатні здійснювати дальні перельоти та тривалий час перебувати в повітрі на патрулюванні, у тому числі й біля кордонів потенційного супротивника. Це дає можливість політичного тиску на супротивника, забезпечує швидке нанесення удару в разі початку війни. Також перевагою є можливість оперативного маневру силами та можливість уразити цілі практично в будь-якій точці світу.